# 일베저장소 박카스 할머니 나체사진 유포 사건
일베저장소 박카스 할머니 나체사진 유포 사건은 2018년 7월 22일에 일베저장소를 중심으로 성교 중인 노인 여성의 나체사진이 유포된 사건이다.

## 사건
2018년 7월 22일 오후 11시경(KST) 일베저장소에 "32살 일게이 용돈 아껴서 74살 바카스 할매 먹고 왓다.jpg"라는 글이 올라왔다. 글 작성자는 해당 글에 노인 여성의 성기가 그대로 노출된 나체사진 4장을 첨부하고 "현타 존나게 온다. 어머니 아버지 못난 아들은 먼저 갈랍니다"라는 글을 적었다. 7월 23일 오후 7시 기준으로 해당 글은 삭제되었으나 일베저장소 내에 인기 검색어에 '박카스'가 올라오고 관련 글이 100여건 작성되었다.
해당 사진은 디시인사이드 국내야구 갤러리를 비롯한 각종 커뮤니티 사이트로 퍼지게 되면서 해당 노인 여성을 모욕하는 글이 퍼져 나가게 된다. 해당 사진은 할카스라고 불리게 되었다. 디시인사이드에는 해당 사진을 이용한 이모티콘인 할카스콘도 등장하게 된다. 24일 오전 해당 이모티콘은 삭제되었다.

## 반응
해당 글이 퍼지면서 네이버 실시간 검색어 1위에 '일베 박카스남'이 오르게 된다. 논란이 커지면서 청와대 국민청원에 관련된 청원이 올라왔다. 워마드의 홍대 누드 모델 사진 유포 사건 때와 같이 게시글 작성자를 포토라인에 세우라는 청원도 올라온다. 워마드에는 포토라인에 세우지 않는다면 찾아가서 죽이겠다는 살인 예고 글도 올라왔다.

## 검거
2018년 8월 3일, 해당 작성자를 검거했다는 소식이 전해졌다. 천안동남경찰서는 정보통신망 이용촉진 및 정보보호 등에 관한 법률 위반 혐의로 해당 작성자를 붙잡아 조사했다. 경찰은 "일베 회원으로 활동 중인 A씨가 다른 회원의 관심을 끌고 싶고, 반응을 보고 싶어 사진을 올렸다고 진술했다"며 "직접 찍은 사진은 아니고 다른 곳에서 퍼온 사진을 집에서 올렸다고 진술하고 있다"고 설명했다. 해당 작성자는 2019년 4월 17일에 대전지방법원에서 벌금 500만 원, 신상정보 등록, 성폭력 치료 프로그램 이수 40시간을 선고받았다. 최초 유포자도 검거되었으며 서울 서초구청 소속 공무원로 밝혀졌다. 사진을 음란 사이트에 처음 게시한 서울 서초구청 공무원은 구속 기소되어 2018년 9월에 징역 6개월을 선고받고 2019년 2월에 출소했다. 그리고 서초구청은 2018년 12월에 해당 공무원을 파면 조치했다.

## 같이 보기
- 일베저장소
- 일베저장소의 사건 및 사고
- 박카스 할머니